# أون ستايل
أون ستايل (بالإنجليزية: OnStyle)‏
(بالهانغل:온 스타일) هي قناة تلفزيونية كورية جنوبية تديرها شركة سي جاي إي أند إم.

## البرامج
- بروجيكت رانواي النسخة الكورية (عرض في 7 فبراير 2009 – الوقت الحاضر)
- كوريا نيكست توب موديل (عرض في 18 سبتمبر 2010 – الوقت الحاضر)
- غيت أت بيوتي (عرض في 11 فبراير 2011 – الوقت الحاضر)[2]
- جيسيكا و كريستال (عرض في 3 يونيو 2014 – 8 أغسطس 2014)[3]
- ذا تايتيسو (عرض في 26 أغسطس 2014 – 21 أكتوبر 2014)
- هيويون مليون إعجاب (عرض في 11 يونيو 2015 – 14 أغسطس 2015)
- غيرلز جينيريشن ذا تشانيل (عرض في 21 يوليو 2015 – 8 سبتمبر 2015)
- دايلي تينغو 9 كام (عرض في 24 أكتوبر 2015 – 21 نوفمبر 2015)
- أي أو أي تشانيل (عرض في 22 مارس 2016 – 17 مايو 2016)
- الغسيل الجاف (عرض في 22 أكتوبر 2016 – الوقت الحاضر)
- أحمر شفاه برنس (عرض في 1 ديسمبر 2016 – الوقت الحاضر)
- هيويون عشرة ملايين إعجاب (عرض في 19 سبتمبر 2016– الوقت الحاضر)
- منزل سوهيون/ كيف هو العيش بمفردك (عرض في 8 فبراير 2017 – الوقت الحاضر)

## المسلسلات والأفلام
- لانها المرة الأولى (عرض في 7 أكتوبر 2015 – 25 نوفمبر 2015)
- بيوتولوجي (منتهي)
- روبي روبي لوف حلقة الخاصة (18 يناير 2017 - 26 يناير 2017)

## وصلات خارجية
- الموقع الرسمي